# Studio Palette
Studio Palette Co., Ltd. (jap. 株式会社studioぱれっと Kabushiki-gaisha Suteyūdio Paretto) – japońskie studio animacji z siedzibą w tokijskiej dzielnicy Suginami, założone w lutym 2018 roku przez Yuki Saito.

## Produkcje

### Seriale telewizyjne
- Shōnen Ashibe: Go! Go! Goma-chan 3 (2018; we współpracy z Bridge)[2]
- Sekai saikō no ansatsusha, isekai kizoku ni tensei suru (2021; we współpracy z Silver Link)[3]
- Kaminaki sekai no kamisama katsudō (2023)[4]
- Kono sekai wa fukanzen sugiru (2024; we współpracy z 100Studio)[5]